# Sampson Clarkson
Sampson Clarkson (ur. 1 stycznia 1982) – nigeryjski zapaśnik walczący w stylu wolnym. Brązowy medalista igrzysk afrykańskich w 2015, a także igrzysk wspólnoty narodów w 2014. Ósmy na mistrzostwach Afryki w 2014 roku.